# Nélida Béjar
Nélida Béjar, née le 28 juin 1979 à Munich, est une compositrice espagnole vivant en Allemagne.

## Biographie
Nélida Béjar passe son enfance et sa jeunesse en Andalousie et à Munich. Elle étudie la musique à la Hochschule für Musik und Theater München (Université de Musique et des Arts de Munich) et la composition avec Wilfried Hiller au Conservatoire Richard Strauss à Munich.  En 2012, elle obtient un doctorat en composition au Trinity College de Dublin, où elle étudie avec le compositeur irlandais Donnacha Dennehy.  
En 2009, à Munich, elle fonde avec le metteur en scène de théâtre Björn Potulski l'Undercoverfiction ensemble pour la musique contemporaine et le théâtre musical. Avec ce groupe, elle crée des productions d'opéra dans l'esprit du théâtre communautaire : Schwerer als Luft (2010) en coopération avec l'aéroport de Munich, où les chanteurs sont sur scène avec les manutentionnaires d'avions, This New Ocean (2013)  où les chanteurs sont des membres d'équipage des compagnies aériennes. Nélida Béjar s'intéresse, entre autres, au traitement électronique en temps réel des sons instrumentaux ainsi qu'à la composition avec des sons «réels» provenant d'environnements non musicaux.
Nélida Béjar enseigne la musique et les médias à la Hochschule für Musik und Theater München.

## Œuvres choisies

### Orchestre
- Kilter pour grand orchestre (2007)

### Ensemble
- Nachtschattenklänge pour deux pianos et percussions (2002)
- Cortaziana pour baryton 14 instruments (2005)
- In der Sonne trage schwarz pour octette à vent et contrebasse (2008)
- Habakkuk 3 pour deux percussionnistes et dispositif électronique (2012)
- Abraxas pour orgue solo - écrit pour la semaine internationale de l'orgue de Nurenberg (2012)

### Musique de scène
- Création, pour piano et dispositif électronique (2007)
- Exodus, pour violon et dispositif électronique en temps réel (2008)[4]

### Théâtre musical et opéra
- Zum Ewigen Frieden – Ein Abgesang, pour ensemble et dispositif électronique en temps réel (2010)
- Schwerer als Luft, opéra chorégraphique pour ensemble mixte et chœur (2012)
- This New Ocean, opéra (2014)
- Die Stadt, théâtre musical pour chanteur de jazz, chœur mixte, synthétiseur et batterie,

## Récompenses
- 2004 : Bourse de l’État de Bavière à la Cité Internationale des Arts de Paris
- Prix Richard Strauss 2005 de la ville de Munich
- 2007-2008  : Résidence à la maison internationale des arts Villa Concordia à Bamberg
- Prix de la musique 2011 de la ville de Munich

## Discographie
- Punkt 11 Neue und neuere Musik (Œuvres d' Edlund, Béjar, Xenakis, Hosokawa, Rihm, Ishii, Gourzi, Trüstedt/Schäffer), Hochschule für Musik und Theater München/Bayerischer Rundfunk, 2003[5]
- Singphonic Christmas , Die Singphoniker (2005)[6]
- 9 Fanfaren, ensemble de cuivres de la RSK, créé pour l'anniversaire du Deutsches Museum de Munich (2004)